# TT346
TT346 (Theban Tomb 346) è la sigla che identifica una delle Tombe dei Nobili ubicate nell'area della cosiddetta Necropoli Tebana, sulla sponda occidentale del Nilo dinanzi alla città di Luxor, in Egitto. Destinata a sepolture di nobili e funzionari connessi alle case regnanti, specie del Nuovo Regno, l'area venne sfruttata, come necropoli, fin dall'Antico Regno e, successivamente, sino al periodo Saitico (con la XXVI dinastia) e Tolemaico.

## Titolare
TT346 era la tomba di:
| Titolare                                  | Titolo | Necropoli           | Dinastia/Periodo                                                    | Note |
| ----------------------------------------- | --- | ------------------- | ------------------------------------------------------------------- | ---- |
| Amenhotep, probabilmente usurpata a Penra | Amenhotep: Sovrintendente delle donne dell'harem reale della Divina Adoratrice Tentopet; (Penra) Comandante dei Medjay, Sovrintendente della terre di Siria | Sheikh Abd el-Qurna | Amenhotep: XX dinastia (Ramses IV); (Penra)XIX dinastia (Ramses II) |      |

## Biografia
Nessuna notizia biografica ricavabile. Il ritrovamento, in un pozzo del cortile di TT346, di un Cono funerario intestato a Penra ha fatto supporre che originariamente la tomba fosse di costui, poi usurpata da Amenhotep.

## La tomba
TT346 si apre in un cortile, da cui si accede anche alla TT403. Planimetricamente ripete la forma a "T" rovesciata tipica delle sepolture del periodo, ma solo nel corridoio di accesso è leggibile una scena parietale (1 azzurro in planimetria) con, in alto, un testo dedicatorio sovrastato dal defunto seduto, mentre più in basso un uomo e una donna si fronteggiano.

### Annotazioni
1. ↑  La numerazione dei locali e delle pareti segue quella di Porter e Moss 1927, p. 400.
2. ↑  La prima numerazione delle tombe, dalla numero 1 alla 252, risale al 1913 con l'edizione del "Topographical Catalogue of the Private Tombs of Thebes" di Alan Gardiner e Arthur Weigall. Le tombe erano numerate in ordine di scoperta e non geografico; ugualmente in ordine cronologico di scoperta sono le tombe dalla 253 in poi.
3. ↑  I campi della Duat, ovvero l'aldilà egizio, si trovavano, secondo le credenze, proprio sulla riva occidentale del grande fiume.
4. ↑  Nella sua epoca di utilizzo, l'area era nota come "Quella di fronte al suo Signore" (con riferimento alla riva orientale, dove si trovavano le strutture dei Palazzi di residenza dei re e i templi dei principali dei) o, più semplicemente, "Occidente di Tebe".
5. ↑  le Tombe dei Nobili, benché raggruppate in un'unica area, sono di fatto distribuite su più necropoli distinte.
6. ↑  Le note, sovente di inquadramento topografico della tomba, sono tratte, fino alla TT252, dal "Topographical Catalogue" di Gardiner e Weigall, ed. 1913 e fanno perciò riferimento alla situazione dell'epoca.
7. ↑  Nome e titoli ricavabili da un Cono funerario rinvenuto nel cotile della TT346.

### Fonti
1. ↑  Gardiner e Weigall 1913.
2. ↑  Donadoni 1999,  p. 115.
3. 1 2  Porter e Moss 1927, p. 414.
4. ↑  Davies e Gardiner 1927, pp. 55-56 e pl. XI.
5. ↑  Porter e Moss 1927,  p. 414.